# Mons (Charente-Maritime)
Pour les articles homonymes, voir Mons (homonymie).
Mons [mɔ̃s]  est une commune du Sud-Ouest de la France située dans le département de la Charente-Maritime (région Nouvelle-Aquitaine).
Ses habitants sont appelés les Monsois et les Monsoises.

## Géographie

### Communes limitrophes
| Courcerac                   | Prignac                  | Thors               |
| Migron                      | Mons                     | Sonnac              |
| Le Seure, Mesnac (Charente) | Val-de-Cognac (Charente) | Bréville (Charente) |

## Urbanisme

### Typologie
Au 1er janvier 2024, Mons est catégorisée commune rurale à habitat dispersé, selon la nouvelle grille communale de densité à 7 niveaux définie par l'Insee en 2022.
Elle est située hors unité urbaine. Par ailleurs la commune fait partie de l'aire d'attraction de Cognac, dont elle est une commune de la couronne,. Cette aire, qui regroupe 44 communes, est catégorisée dans les aires de 50 000 à moins de 200 000 habitants,.

### Occupation des sols
L'occupation des sols de la commune, telle qu'elle ressort de la base de données européenne d’occupation biophysique des sols Corine Land Cover (CLC), est marquée par l'importance des territoires agricoles (92 % en 2018), en augmentation par rapport à 1990 (91 %). La répartition détaillée en 2018 est la suivante : 
cultures permanentes (54,5 %), zones agricoles hétérogènes (33,3 %), forêts (8 %), terres arables (2,1 %), prairies (2,1 %). L'évolution de l’occupation des sols de la commune et de ses infrastructures peut être observée sur les différentes représentations cartographiques du territoire : la carte de Cassini (XVIIIe siècle), la carte d'état-major (1820-1866) et les cartes ou photos aériennes de l'IGN pour la période actuelle (1950 à aujourd'hui).

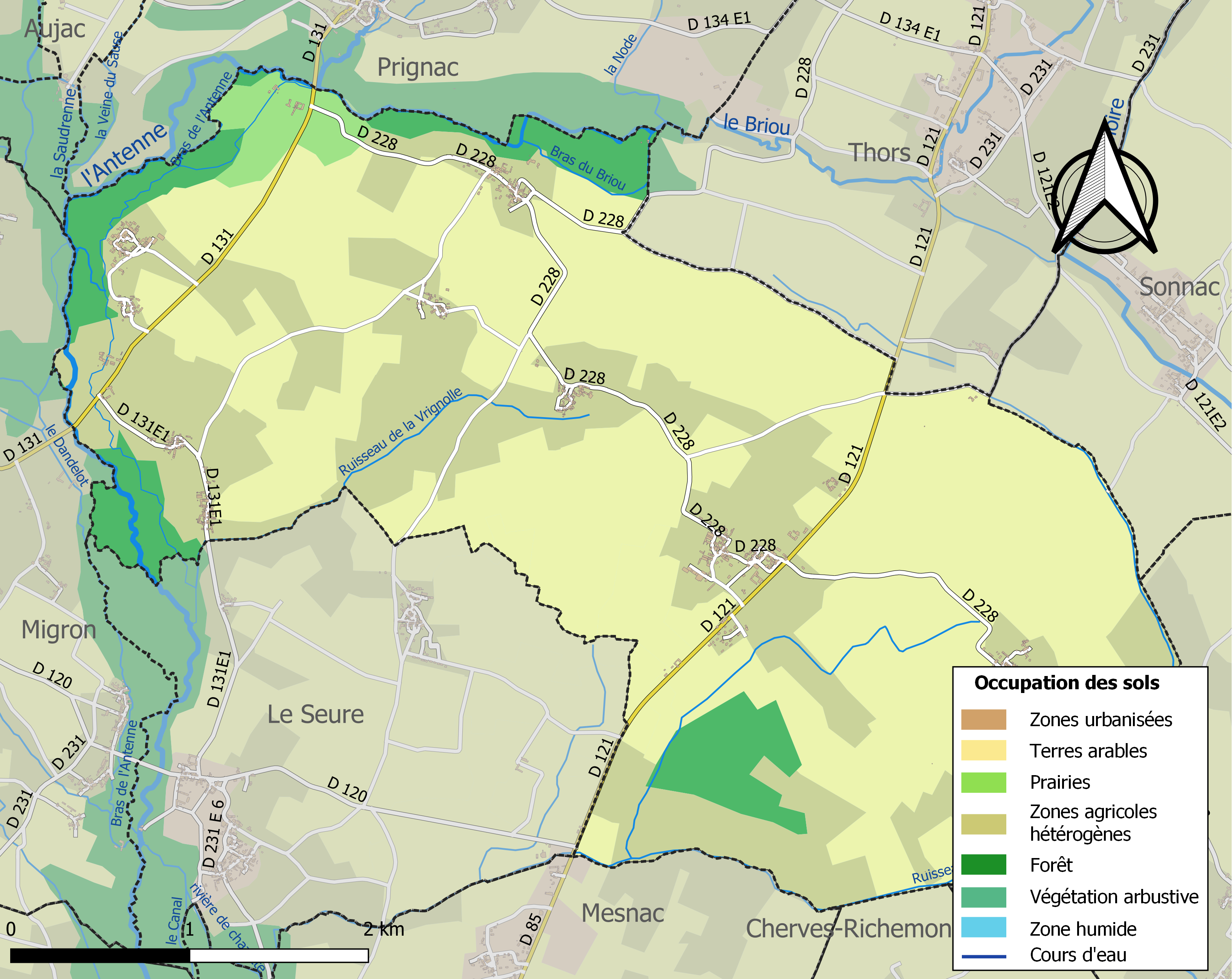
Carte des infrastructures et de l'occupation des sols de la commune en 2018 (CLC).

## Toponymie
L'origine du nom de Mons est le mot latin mons signifiant « montagne ». Employé au singulier ou au pluriel, il peut ne désigner qu'une simple colline en pays plat. Montes signifie « les collines ».

## Histoire
L'état des paroisses de 1686 nous apprend que la paroisse de Mons a pour seigneurs messieurs Chevreuil de Romefort, comporte 80 feux et produit  grains et légumes.

## Administration

### Liste des maires
| Période                                  | Période  | Identité            | Étiquette | Qualité                   |
| ---------------------------------------- | -------- | ------------------- | --------- | ------------------------- |
| 1995                                     | 2014     | James Rouger        | PS        | Ancien conseiller général |
| 2014                                     | 2020     | Philippe Brandy     | SE        | Cadre                     |
| 2020                                     | En cours | Jean-Michel Manceau |           |                           |
| Les données manquantes sont à compléter. |          |                     |           |                           |

## Démographie

### Évolution démographique
L'évolution du nombre d'habitants est connue à travers les recensements de la population effectués dans la commune depuis 1793. Pour les communes de moins de 10 000 habitants, une enquête de recensement portant sur toute la population est réalisée tous les cinq ans, les populations de référence des années intermédiaires étant quant à elles estimées par interpolation ou extrapolation. Pour la commune, le premier recensement exhaustif entrant dans le cadre du nouveau dispositif a été réalisé en 2008.

En 2022, la commune comptait 446 habitants, en évolution de +2,29 % par rapport à 2016 (Charente-Maritime : +4,04 %, France hors Mayotte : +2,11 %).
| 1793 | 1800 | 1806 | 1821 | 1831  | 1836  | 1841 | 1846 | 1851 |
| ---- | ---- | ---- | ---- | ----- | ----- | ---- | ---- | ---- |
| 722  | 831  | 808  | 928  | 1 015 | 1 001 | 963  | 954  | 957  |

| 1856 | 1861 | 1866 | 1872 | 1876 | 1881 | 1886 | 1891 | 1896 |
| ---- | ---- | ---- | ---- | ---- | ---- | ---- | ---- | ---- |
| 942  | 946  | 930  | 842  | 834  | 805  | 785  | 773  | 743  |

| 1901 | 1906 | 1911 | 1921 | 1926 | 1931 | 1936 | 1946 | 1954 |
| ---- | ---- | ---- | ---- | ---- | ---- | ---- | ---- | ---- |
| 714  | 690  | 661  | 628  | 620  | 574  | 527  | 501  | 574  |

| 1962 | 1968 | 1975 | 1982 | 1990 | 1999 | 2006 | 2008 | 2013 |
| ---- | ---- | ---- | ---- | ---- | ---- | ---- | ---- | ---- |
| 534  | 530  | 509  | 488  | 439  | 448  | 455  | 458  | 430  |

| 2018 | 2022 | - | - | - | - | - | - | - |
| ---- | ---- | - | - | - | - | - | - | - |
| 441  | 446  | - | - | - | - | - | - | - |

## Économie

### Agriculture
La viticulture occupe une partie importante de l'activité agricole. La commune est classée dans les Fins Bois, dans la zone d'appellation d'origine contrôlée du cognac.

## Lieux et monuments
Le Breuil aux Moines, prieuré bénédictin, dépendait de Saint-Eutrope de Saintes

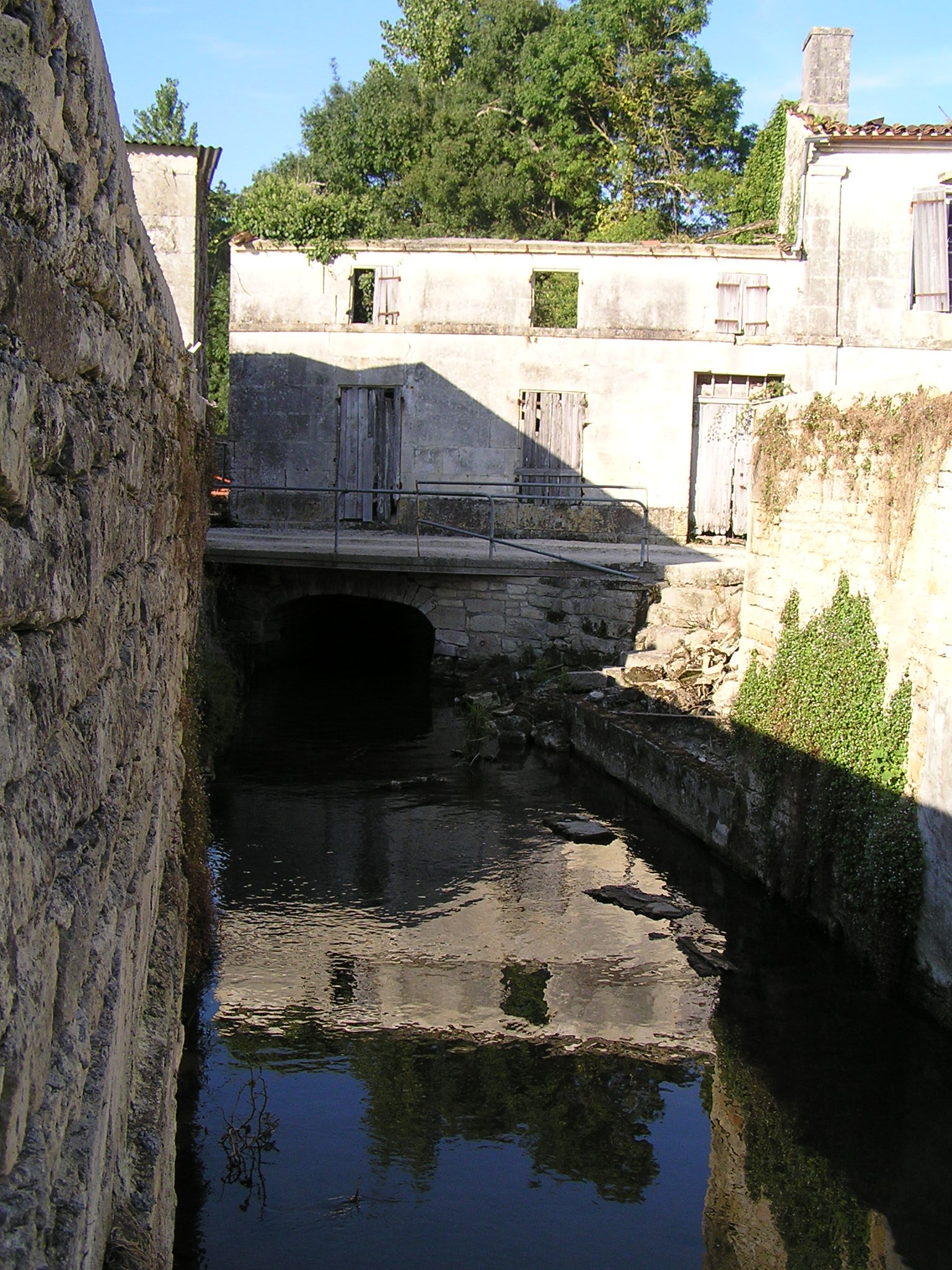
Le moulin de la Vrignole à Mons sur le Briou.
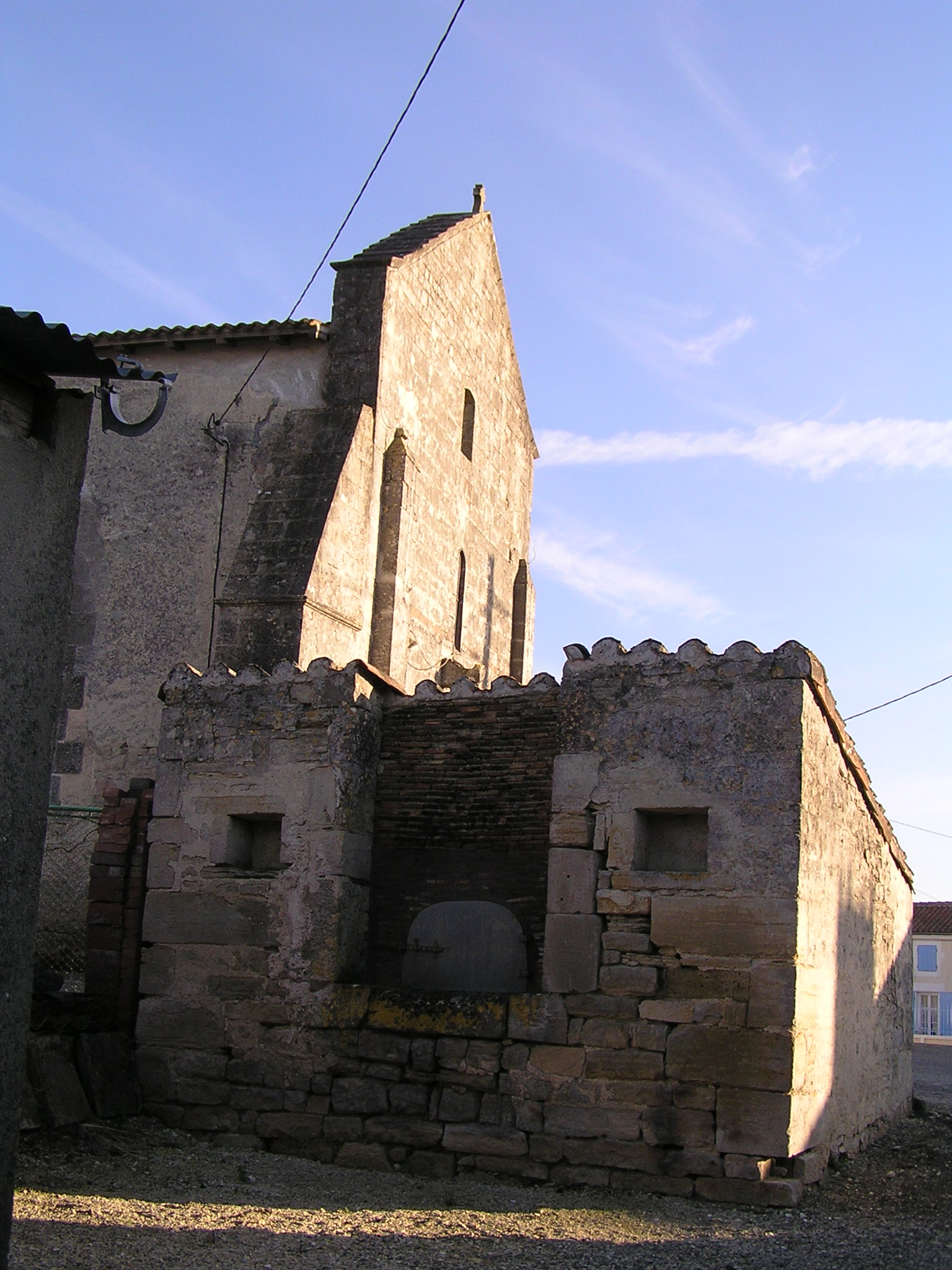
Four à pain.
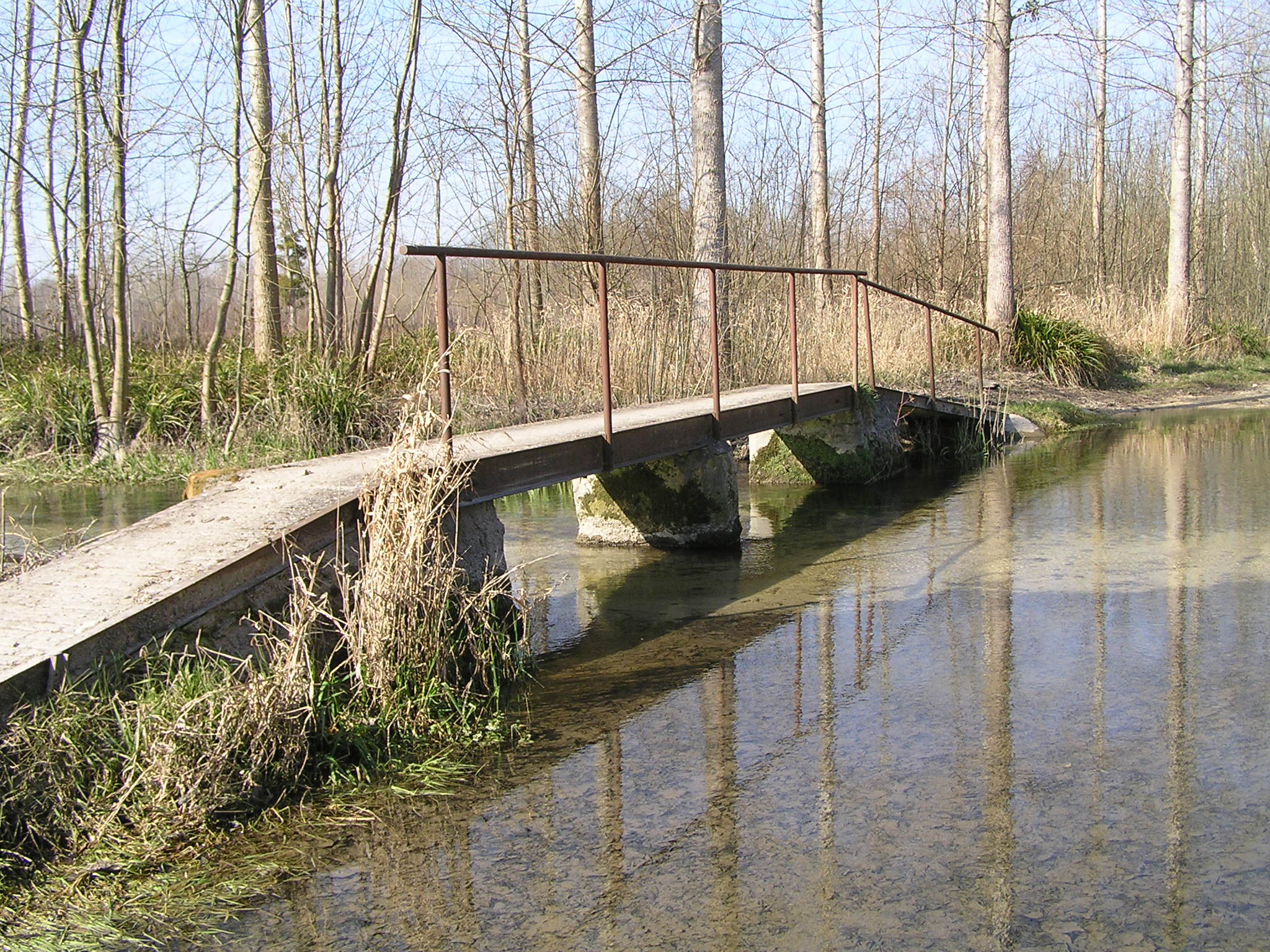
Le Briou à Mons.
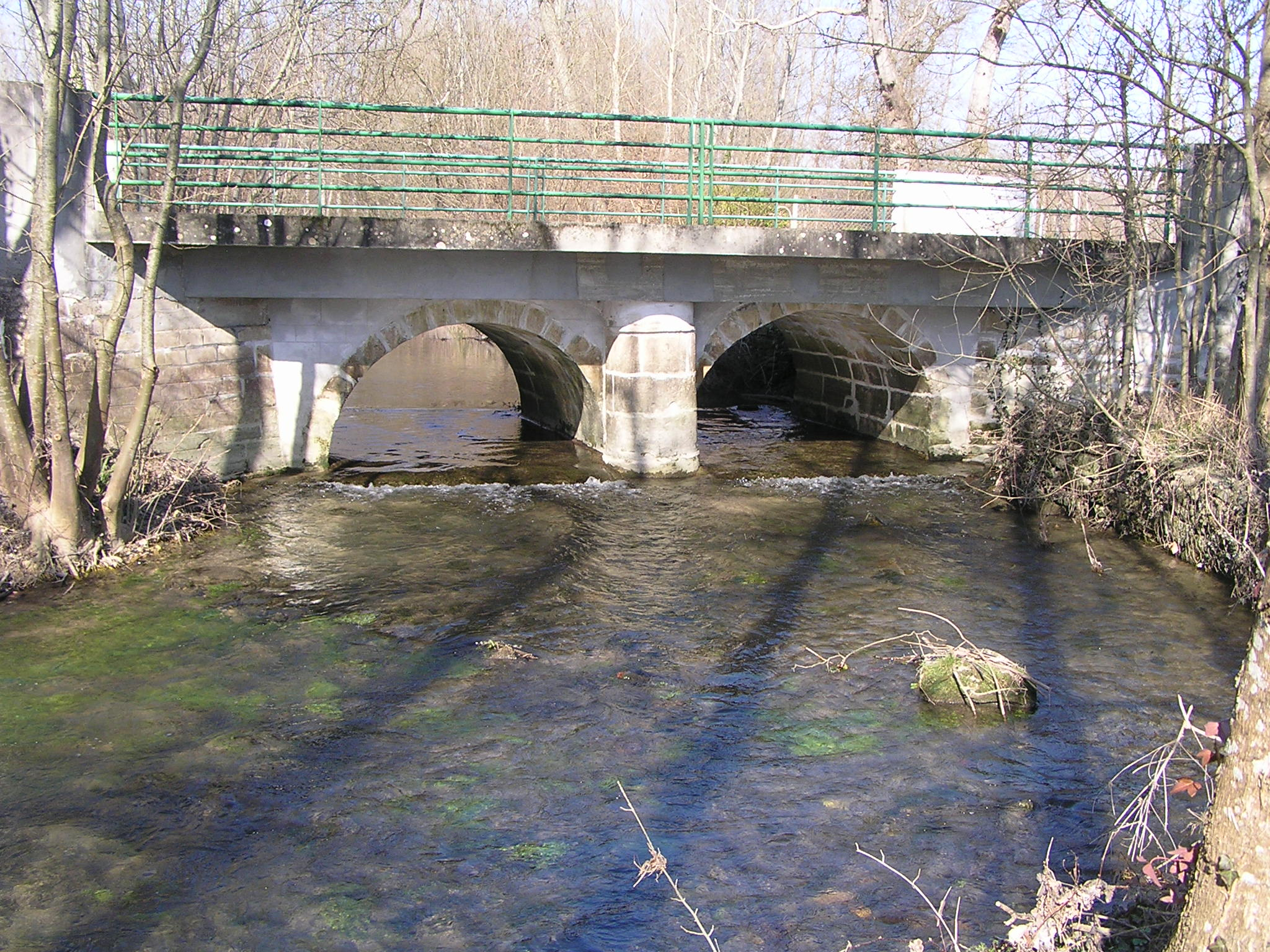
l'Antenne à Mons.